# Дискретизација
Дискретизација или одабирање је у свету електротехнике принцип конверзије аналогног у дигитални сигнал. Међутим, дискретизација сама по себи не представља аналогно-дигиталну конверзију (А/Д конверзију), већ само један део исте.
Простије дефинисана, дискретизација је процес узимања, одабирања (енгл. sampling), одређеног броја вредности из неког континуалног сигнала на унапред договорен начин. Сигнал треба тако одабирати да се он може реконструисати, и поново користити равноправно као и оригинални. На овај начин се информација лакше преноси на даљину и штити се од сметњи. Такође, када се ради о електротехници, треба разликовати две категорије дискретизације:
- дискретизација по времену
- дискретизација по амплитуди.

## Дискретизација по времену
Температура, притисак, као и велика већина других процеса у природи су континуалне природе, тј. немају дисконтинуитет ни по времену, ни по амплитуди. У електротехници такве сигнале називамо аналогним сигналима. Модерна електроника обрађује информације на нивоу бита, тако да је потребно извршити такозвану А/Д конверзију. Први корак А/Д конверзије је дискретизација по времену, тј. мерење јачине сигнала у тачно одређеним тренуцима времена. Време између два одбирка назива се периодом одабирања, а неретко се означава са Т или Тs (енгл. Time sampling). Теоријски гледано, периоду одабирања треба бирати тако да фреквенција одабиранја (fs=1/Тs) буде бар 2 пута већа од максималне фреквенције (fg) у спектру одабираног сигнала , док се у пракси практикује да fs буде од 5 до 10 пута веће од fg.

## Дискретизација по амплитуди
Претходно дискретизован сигнал по времену, коначно може да се дискретизуеје и по амплитуди (мада, али не тако често, и континуални сигнал можемо дискретизовати по амплитуди). Принцип дискретизације по амплитуди је у ствари принцип по коме јачина одбирка дискретизованог сигнала по времену сада узима вредности из коначног скупа вредности, унапред договореног, и више не може имати произвољну вредност (прецизно, скуп вредности није више бесконачан, као код континуалног сигнала). Тек овакав сигнал, дискретизован и по времену и по амплитуди, можемо представити помоћу бинарног записа, и даље га обрађивати помоћу дигиталних логичких кола (принцип Булове алгебре). 
Када се врши дискретизација по амплитуди, број квантних ниво се неретко узима као степен броја 2, тј. q = 2n , где је са q означен број квантних ниво. Овакав избор се прави због максималног искоришћења броја комбинација 0 и 1, у бинарном запису, при интерпретацији.
Треба напоменути да је фреквенција дигиталног сигнала добијеног А/Д конверзијом на овај начин далеко веће од максималне учестаности у спектру оригиналног сигнала. 

## Подела сигнала
Према дискретизацији, сигнале можемо поделити на четири основне групе:
- Временски континуални - амплитудски континуални, Аналогни сигнали
- Временски дискретни - амплитудски континуални
- Временски континуални - амплитудски дискретни
- Временски дискретни - амплитудски дискретни, Дигитални сигнали.